# はちじょう (掃海艦)
はちじょう（ローマ字：JS Hachijō, MSO-303）は、海上自衛隊の掃海艦。やえやま型掃海艦の3番艦。艦名は八丈島に由来する。占守型海防艦「八丈」に次いで日本の艦艇としては2代目。

## 艦歴
「はちじょう」は、中期防衛力整備計画に基づく平成2年度計画掃海艦303号艦として、日本鋼管鶴見造船所で1991年5月17日に起工され、1992年12月15日に進水、1994年3月24日に就役し、第2掃海隊群第51掃海隊に編入され横須賀に配備された。
2000年3月13日、掃海部隊の再編により掃海隊群が新編され、第51掃海隊が掃海隊群隷下に編入。
2004年4月21日から5月7日までの間、シンガポール周辺海域において実施された第2回西太平洋掃海訓練に掃海母艦「うらが」、掃海艇「うくしま」とともに参加した。
2006年6月5日から17日までの間、マレーシア周辺海域で実施された第3回西太平洋掃海訓練に掃海母艦「ぶんご」、掃海艇「あいしま」とともに参加した。
2011年3月11日に発生した東北地方太平洋沖地震による東日本大震災に対し、災害派遣のため横須賀から被災地、宮城県女川町に向けて出港する。
2012年9月16日から27日までの間にペルシア湾で実施された「米主催国際掃海訓練」に掃海母艦「うらが」とともに参加した。
2016年7月1日、掃海隊群の改編により第51掃海隊が廃止となり、第1掃海隊に編入。
2017年6月6日、除籍。総航程は288,190.6NM（地球約13.3周分）、総航海時数は39,783時間11分（約1657日）に及んだ。

## 兵装
機雷処分用として、前甲板にJM-61-M 20mm多銃身機銃 1基を装備する。